# Maurice Souriau
Maurice Souriau (født 1856 i Châteauroux, død i 1943) var en fransk litteraturhistoriker.
Souriau var professor i fransk litteratur i Caen; blandt hans videnskabelige arbejder kan nævnes Victor Hugo, rédacteur du Conservateur litteraire (1887), La versification de Molière (1888), L'évolution du vers français au dix-septième siècle (1893), Pascal (1897), Bernardin de Saint-Pierre d'après ses manuscrits (1904), Moralistes et poètes (1907) og Deux mystiques normands au XVIIe siècle (1913).